# 切尔迈伊·约瑟夫
切尔迈伊·约瑟夫（匈牙利語：Csermely József，1945年1月3日—），匈牙利男子赛艇运动员。他曾代表匈牙利参加1968年和1972年夏季奥林匹克运动会赛艇比赛，获得一枚银牌。